# کوشوا
شهر کوشوا (به روسی: Кушва) در کشور روسیه و در اوبلاست سوردلوفسک واقع شده‌است.